# Johann-Heinrich Rehwinkel
Johann-Heinrich Rehwinkel (* 25. März 1937 in Barmbostel bei Bonstorf, Landkreis Celle; † 22. November 2014) war ein deutscher Politiker (SPD) und Mitglied des Niedersächsischen Landtages.

## Leben
Nach dem Besuch von Schulen in Bonstorf, Hermannsburg und Rotenburg (Wümme) absolvierte Johann-Heinrich Rehwinkel eine Ausbildung in der Landwirtschaft, die er 1959 als staatlich geprüfter Landwirt und Agraringenieur abschloss. In der Folge arbeitete er in Barmbostel als Landwirt. 
Im Jahr 1963 trat Rehwinkel der SPD bei. 
Von 1964 bis 1972 gehörte er dem Gemeinderat der damaligen Gemeinde Bonstorf an. Nach der Eingemeindung war er von 1973 bis 1983 Mitglied des Gemeinderates von Hermannsburg und von 1973 bis 1986 des Ortsrates von Bonstorf. Von 1968 bis 1986 gehörte Rehwinkel dem Kreistag des Landkreises Celle an.
Bei der Landtagswahl 1978 wurde Rehwinkel über die SPD-Landesliste in den Landtag gewählt. Bei der Landtagswahl 1982 verpasste er zunächst den Wiedereinzug. Jedoch konnte er 1983 für Ernst Kastning, der in den Bundestag gewählt worden war, in den Landtag nachrücken, dem er dann noch bis 1986 angehörte.
Johann-Heinrich Rehwinkel wurde mit dem Verdienstkreuz am Bande des Verdienstordens der Bundesrepublik Deutschland ausgezeichnet.
Er war verheiratet und hatte vier Kinder. 